# Argentinísima II
 Argentinísima II  es una película filmada en colores de Argentina dirigida por Fernando Ayala y Héctor Olivera según su propio guion que se estrenó el 21 de junio de 1973 y que tuvo como actores principales a Ginamaría Hidalgo, Eduardo Falú, Jaime Dávalos y Raúl Barboza.
Se proyectó la continuación para 1974 como Argentinísima III con argumento de Jaime Dávalos pero al no poder salvarse problemas con el título y la propiedad intelectual, no se realizó.

## Sinopsis
Un desfile de números musicales folclóricos.

## Reparto
Participaron del filme los siguientes intérpretes:
- Ginamaría Hidalgo
- Hermanos Ábalos
- Eduardo Falú
- Jaime Dávalos
- Raúl Barboza
- Domingo Cura
- Linares Cardozo
- Los Andariegos
- El Chúcaro
- Norma Viola
- Los Chalchaleros
- Carlos Torres Vila
- Hernán Figueroa Reyes
- Ariel Ramírez
- Jaime Torres
- Los del Suquía
- Ramona Galarza
- Los Cantores de Quilla Huasi
- Luis Landriscina
- Julia Elena Dávalos
- Atahualpa Yupanqui
- Carlos Di Fulvio
- Edmundo Rivero
- Julio Márbiz
- Eduardo Madeo  (Grupo "Los Fronterizos")
- Gerardo López  (Grupo "Los Fronterizos")
- Juan Carlos Moreno  (Grupo "Los Fronterizos")
- Yayo Quesada  (Grupo "Los Fronterizos")
- Jovita Díaz

## Comentarios
Carlos Morelli en Clarín dijo:

”La ecuación es la misma que Argentinísima…música e intérpretes son gala del folklore nacional.”

Manrupe y Portela escriben:

”Más de la misma medicina, con menos originalidad y figuras menos relevantes.”